# Diego Olsina
Diego Olsina (* 22. April 1978 in Santa Fe, Argentinien) ist ein argentinischer Fußballspieler auf der Position eines Stürmers.

## Leben
Olsina begann seine Laufbahn in Diensten des CA Tiro Federal, bei dem er von 1999 bis 2002 unter Vertrag stand. Nach einem kurzfristigen Abstecher zu Central Córdoba kam Olsina Anfang 2003 nach Mexiko, wo er seither ununterbrochen tätig ist. 
Seine größten Erfolge im Land der Azteken waren der Gewinn der Zweitliga-Meisterschaft mit den UAT Correcaminos in der Apertura 2011 sowie nur ein Jahr später der noch wesentlich bedeutendere Gewinn der mexikanischen Fußballmeisterschaft mit dem Club Tijuana Xoloitzcuintles de Caliente in der Apertura 2012. 

## Erfolge
- Mexikanischer Meister: Apertura 2012
- Mexikanischer Zweitligameister: Apertura 2011